# Westerhoven
Westerhoven – wieś w Holandii, w prowincji Brabancja Północna, w gminie Bergeijk, położona w dolinie dwóch rzek: Keersop i Beekloop. Do 1 stycznia 1997 roku była siedzibą administracyjną gminy o tej samej nazwie.
Znaleziska archeologiczne wykazały obecność ludzi na tym obszarze już w epoce kamienia. Znalezione obiekty z tego okresu można podziwiać w muzeum w Bergeijk, na zamku w Veldhoven i w muzeum archeologicznym w Leiden.